# 马头站 (河北省)
马头站是一个京广线上的铁路车站，位于河北省邯郸市邯山区马头镇，建于1904年，目前为二等站，邮政编码为056046。目前客运：办理旅客乘降；行李、包裹托运；货运：办理整车货物发到；办理整车货物承运前保管。

## 文物保护
2012年8月14日，车站站房建筑以马头火车站旧址的名义被邯郸市人民政府公布为第三批邯郸市文物保护单位。
建筑作为文物的保护范围：火车站检票大厅以检票站外墙为基线，向东外扩10米，向南外扩1米，向西外扩2米，向北外扩2米为保护范围。通信工区以其房舍外墙为基线，向东外扩2米，向南外扩1米，向西外扩2米，向北扩1米。
建筑作为文物的建设控制地带：以保护范围边线为基线向东、南、西、北各外扩20米。